# Upplands runinskrifter 16
Upplands runinskrifter 16 är en nu försvunnen vikingatida runsten i Nibble, Ekerö socken och Ekerö kommun.

## Inskriften
Translitterering av runraden:
[kuni · auk : kari : raisþu · stin · efiʀ ...r : han : uas : buta : bastr : i ruþi : hakunar]
Normalisering till runsvenska:
Gunni ok Kari ræisþu stæin æftiʀ ... Hann vas bonda bæztr i roði Hakonaʀ.
Översättning till nusvenska:
Gunne och Kåre reste stenen efter .... Han var den bäste av bönder i Håkons rod.
Håkon kan vara Håkon Eriksson.[källa behövs]